# Fjer
En fjer er en udvækst fra fuglenes hud, bestående af proteinet keratin (hornstof), der hos fugle danner kroppens karakteristiske beklædning. Fugle er de eneste nulevende dyr med fjer, og de fleste har dem over hele kroppen, undtagen på benene og næbbet.
Fuglens fjer er en forudsætning for, at den kan flyve, men de fungerer også som varmeisolering og beskyttelse. Fjerdragten og dets forskellige ornamenters tilstand indikerer også fuglens helbred og kondition, hvilket er vigtigt ved pardannelse og fører til naturlig selektion. Alle fuglens fjer tilsammen kaldes fjerdragten. Konturfjer er den fælles betegnelse for de typiske fjer, hvilket vil sige håndsvingfjer, halefjer og dækfjer. Fjerene skiftes ved fældning, som alt efter art, køn og alder sker én til flere gange årlig.

## Oprindelse
Der findes flere forskellige teorier om, hvordan fjer har udviklet sig. Da fuglene har udviklet sig fra dinosaurerne, har man søgt svaret på fjerens oprindelse blandt fossiler af dinosaurer. Tidligere mente man, at fjer var en videreudvikling af skællene hos urtidens krybdyr. Dog har man nu fundet fossiler, som snarere tyder på, at fjer udvikledes fra hule, hårlignende huddannelser, der efterhånden blev længere, fik fane og til sidst antog den form, som i dag ses hos fugle.
Selvom nogle dinosaurer havde fjer, var det ikke ensbetydende med, at de kunne flyve. Man mener, at fjerene først udvikledes som et isoleringsmateriale, men at de også kunne beskytte mod solens varmestråling og regn og desuden virke kamuflerende.

## Fjer og fjerdragtens anatomi

### Opbygning
Fjeren vokser frem inden i et rørformet hylster kaldet blodpennen, der sidder fast i en fjersæk i huden. Når fjeren er færdigudviklet, sprækker hylstret og falder af. Den nederste del af fjeren, der sidder fast i fjersækken, består af den hule fjerpose (calamus). Fra fjerposen udgår skaftet, der opadtil bliver tyndere og blødere. På skaftet sidder strålerne, der går skråt opad på begge sider. På hver af strålerne sidder korte bistråler forsynet med bitte små kroge, der griber fat i nabo-bistrålerne på den stråle, der sidder lige ovenfor. Dette betyder, at strålerne holdes sammen og danner en plan flade, den såkaldte fane. Nederst på skaftet mangler bistrålerne ofte kroge, hvilket gør, at strålerne får et dunaagtigt udseende. Hos visse arter, som for eksempel strudsefugle, mangler disse bistrålekroge også på de større fjer.
Antallet af fjer på en fugl varierer først og fremmest efter fuglens størrelse. De fleste spurvefugle har mellem 1.500 og 3.000 fjer, mens sangsvanen har cirka 25.000. Uanset fjerenes antal er de altid fordelt på kroppen i bestemte områder kaldet fjerbede, og de kan altid inddeles i bestemte typer, fælles for alle fugle.

### Fjertyper
Der findes to hovedtyper af fjer:
- Konturfjer eller dækfjer er en typisk fjer med skaft og to faner som eksempelvis svingfjer, styrefjer og vinge- og haledækfjer. Med betegnelsen dækfjer menes ofte de mindre konturfjer, men dækfjer bruges også generelt om alle typiske fjer synonymt med konturfjer.
- Dun har en meget lille fjerpose og mangler eller har blødt skaft. Dun mangler også kroge på bistrålerne: Der dannes derfor ikke faner på skaftets sider. Dun er buskede og luftige og sidder inde imellem konturfjerene på stort set hele fuglens krop.

Konturfjerene er udformet på forskellig måde, alt efter deres funktion, og hvor på kroppen de sidder.

#### Vingen
- Håndsvingfjer sidder yderst på vingerne og er lange og smalle og oftest i et antal af 10-12. Den yderste kan være uudviklet, så der tilsyneladende kun er ni håndsvingfjer.
- Armsvingfjer sidder på vingen mellem håndsvingfjerene og kroppen. De er kortere end håndsvingfjerene og svagt krumme. Der er ofte ni armsvingfjer, men der findes arter med op til 40 (albatrosser).
- Øvre og nedre vingedækfjer sidder i de huller, der dannes mellem fjerskafterne på henholdsvis vingens over- og underside. Man kan desuden skelne mellem, om disse dækfjer sidder på armen eller hånden, og om de tilhører de indre (tættest på kroppen) eller de ydre vingedækfjer. Vingedækfjerene sidder især på oversidens arm i tre tydelige rækker og danner ofte et eller flere vingebånd, der er anderledes farvet end resten af vingen. Taler man specifikt om armens vingedækfjer, bliver de ofte omtalt som armdækfjer.
  - Store vingedækfjer.
  - Mellemste vingedækfjer.
  - Små vingedækfjer.
- Tertiærer er de tre fjer på fuglens vinge, der sidder indenfor armsvingfjerene, nærmest kroppen.
- Alula eller lillevinge er en lille gruppe fjer (oftest fire), der sidder på tommelen oven for vingeknogen. De anvendes især ved flugt i lav fart.

Svingfjer, dækfjer, tertiærer og alula danner tilsammen vingens overflade.
Svingfjerenes to faner er ofte forskellige, idet yderfanen, der sidder nærmest vingespidsen, er smallere og stivere, mens inderfanen er bredere og blødere. Inderfanen er dækket af den indenfor siddende svingfjers yderfane.

#### Halen
- Styrefjer (også kaldt halefjer) sidder længst ude på fuglens bagende. Antallet er ofte 12, men kan variere fra 8 til 26.
- Øvre og nedre haledækfjer (også kaldet over- og underhaledækfjer) sidder mellem styrefjerenes skafter, præcis dér, hvor der ligesom på vingen dannes huller, som skal dækkes.

#### Øvrige områder
I øvrigt sidder mindre fjer på hovedet, ryggen, halsen, brystet, bugen og langs fuglens sider (flanker).
Visse fugle, eksempelvis natravne og svaler, har såkaldte børstefjer, der især sidder rundt om øjne og mund. De minder om knurhår og består kun af et nøgent skaft med nogle få stråler ved roden. Disse børster fungerer som følehorn for fuglen, der kan registrere, om der findes insekter i nærheden af næbbet.
Herudover findes såkaldte trådfjer, der har trådlignende skafter med kun få stråler i den forreste del. De sidder mellem konturfjerene og kan sammen med sanseorganer i huden registrere de andre fjers stilling.

## Billeder af fjer
- Håndsvingfjer (H) fra:stor flagspætte (Dendrocopus major), grønspætte (Picus viridis), spurvehøg (Accipiter nisus) og tårnfalk (Falco tinnunculus).
- Håndsvingfjer (H) fra: tamdue (Columba livia forma domestica), skovhornugle (Asio otus) og råge (Corvus frugilegus).
- En håndsvingfjer (H) og en armsvingfjer (A) fra musvåge (Buteo buteo).
- To håndsvingfjer (H) fra en sortkrage (Corvus corone), armsvingfjer (A) fra ravn (Corvus corax).
- Håndsvingfjer (H), armsvingfjer (A), hånddækfjer og lillevinge (alula) fra skovskade (Garrulus glandarius).
- To armsvingfjer (A) fra musvåge (Buteo buteo) og to håndsvingfjer (H) fra ugler; slørugle (Tyto alba) og skovhornugle (Asio otus).
- Styrefjer fra rød glente (Milvus milvus).
- Armsvingfjer (A) fra fiskehejre (Ardea cinerea).

## Funktion
Fjerene muliggør flyvning på den måde, at håndsvingfjerene fortrinsvis giver fremdriften, mens armsvingfjerene grundet deres krumning giver opdriften. Krumningen bevirker, at den forbistrømmende luft har kortere vej under vingen end over vingen. Således må luften bevæge sig hurtigere på oversiden, hvilket skaber et undertryk, der virker som et 'sug' opad på vingen og dermed fuglen.
Især håndsvingfjerene hos de mindre fugle overlapper delvist hinanden på en sådan måde, at når vingen bevæges opad, slippes luften igennem, idet fjerene skråtstilles, så der er åbent imellem dem. Når fuglen derimod bevæger vingen nedad slutter fjerene tæt til hinanden. Både opslaget og nedslaget giver her fremdrift. Hos store fugle åbner fjerene sig ikke i opslaget, men håndleddet drejes, så den ydre del af vingen får en stilling, der giver mindre luftmodstand i opslaget.
De store rovfugles spredte håndsvingfjer, de såkaldte fingre, modvirker dannelsen af lufthvirvler (turbulens) og bidrager til at skabe mere stabile opadgående luftstrømme, hvilket understøtter svæveflyvning. De fingrede håndsvingfjer gør det muligt for rovfuglenes at foretage hurtige vendinger, således at fuglene kan følge de forholdsvis smalle termikstrømme.
Lillevingens funktion er især ved lave flyvehastigheder at dirigere luftstrømmen hen over vingen, så turbulens undgås.
En anden funktion for fjerene er at beskytte fuglen mod sol, kulde, vind og vand. I et vist omfang beskytter fjerene også fuglen mod fysiske skader, idet huden under fjerene er ganske tynd og skrøbelig. Fjerdragten, der giver fuglen dens ydre omrids, kan ændre form alt efter, hvad der passer sig til aktuelle situation. Den kan fx være strømlinet under flyvning eller være oppurret ved spil (brushane) eller trueadfærd.

## Fældning
Fjerene slides og skal derfor udskiftes med jævne mellemrum. Ud over det mekaniske slid af fjerene gør sollyset dem også sprøde og skøre. De lyse partier af fjerene slides hurtigere end de mørke. Fældningen sker normalt cyklisk enten årligt eller halvårligt, men rykkes en fjer ud på et hvilket som helst tidspunkt af året, så vokser der straks en ny fjer frem.
Fældningen giver mulighed for fjerdragter af forskelligt udseende alt efter årstid og fuglens aldersstadie. Der findes således sommerdragt og vinterdragt eller forskellige dragter alt efter, om fuglen er ung eller gammel. Blandt småfuglene får de juvenile (unge) fugle ofte adult (voksen) dragt allerede første efterår og er kønsmodne i det følgende forår. Hos større fugle som måger og rovfugle kan der gå tre til fire år, inden fuglene får den adulte dragt.
Hos nogle andefugle skelner man for hannernes vedkommende mellem eklipsedragt (også stavet eclipsedragt) og pragtdragt. Sidst på sommeren, når andefuglene fælder alle deres svingfjer på en gang, skifter hannerne (andrikkerne) deres ofte farvestrålende pragtdragt ud med denne diskret farvede eklipsedragt. Dragten, der ligner hunnernes, hjælper med at kamuflere fuglene, mens de er ude af stand til at flyve. Efter få måneder får hannerne igen deres farvestrålende pragtdragt, også kaldet yngledragt.

## Pudsning
For at holde fjerdragten ren for eksempelvis lus og for at bibeholde fjerenes aerodynamiske, varmeisolerende og vandafvisende egenskaber, pudser fuglene sig. Med næbbet plukker de lus, men de rengør også fjerene med vand. Med næbbet ordner de hver enkelt fjer, så dens stråler hænger sammen i en sammenhængende fane. Når fjerene danner en sammenhængende overflade, preller vandet af på grund af overfladespændingen.
De fleste fugle har ved haleroden desuden en gumpekirtel, som udsondrer et olieagtigt sekret. Man mente tidligere, at dette sekret gjorde fjerene vandafvisende, da det især er vandfugle, der har en stor gumpekirtel. Den vandafvisende evne findes imidlertid allerede på grund af fjerenes struktur. Man mener nu at sekretet, der indgnides fjerdragten ved hjælp af næbbet, har flere forskellige formål. Det skulle gøre fjerene mere smidige og indeholde bakteriedræbende stoffer, der hæmmer svampe og utøj. Desuden omdannes en del af sekretet ved solens stråling til D-vitamin, der så indtages af fuglen, når den pudser sig.

## Farver
Fjerenes farver skabes enten af forskellige pigmenter (farvestoffer) eller af fjerenes struktur, der kan bryde lyset på forskellig vis (strukturfarver). Hvis fjerene mangler pigment og samtidig har en tæt struktur, bliver de hvide. Den hvide farve kan forstærkes af luftfyldte rum i fjerene som hos rypen. Farven kan også være 'kosmetisk', det vil sige påført af et farvet stof fra gumpekirtlen som den lyserøde farve hos rosenmåge.
Grå, brune og sorte farver skabes inde i fjerene af en type farvestoffer kaldet melaniner. De gule og røde farver skyldes karotinoider, der ikke kan dannes af fuglen selv, men stammer direkte fra føden. Et kendt eksempel på dette er flamingoen, der får sin lyserøde farve fra visse krebsdyr. Et andet eksempel er de musvitter, der er mindre gult farvede, fordi de lever i nåleskove og derfor æder færre sommmerfuglelarver end andre musvitter. Blå eller gråblå farver fremkommer, når der findes et porøst lag af hornsubstans (keratin) over et tæt lag med sort melanin. Brunt melanin giver derimod en purpur farve. Hvis laget under den porøse hornsubstans indeholder karotinoider, bliver farverne grønne.
Andre farver ses, hvis strukturen af bistrålerne forårsager interferens. På den måde skabes iriserende og metalglinsende farver. Nogle fugle har fluoriserende fjer.

### Genetiske farveafvigelser
- Albinisme er en fuldstændig mangel på melanin, både eumelanin og feomelanin. På grund af en genfejl mangler enzymet tyrosinase, der skal være til stede ved dannelsen af melanin. Resultatet er en helt hvid fugl med røde eller rosa øjne. Øjnenes røde farve skyldes, at blodet kan ses gennem øjet. Det er ikke usædvanligt, at der klækkes albinistiske fugle, mens det til gengæld er sjældent at se voksne albinoer. Albinismen påvirker nemlig synet, så fuglen bliver mere lysfølsom og dårligere til bedømme afstande, hvilket resulterer i, at mange fugle tages af rovdyr, inden de bliver voksne. Albinistiske fugle kan ikke være partielt albinistiske. Fugle, der bliver kaldt således, er ofte leucistiske.[6]

- Leucisme er en total eller partiel mangel på eumelanin eller feomelanin i fjerene. Dette skyldes en fejl i den måde, disse pigmenter lagres i fjerene. Den leucistiske fugl producerer, til forskel fra den albinistiske, melanin, men bliver alligevel hvid. Man mener, at dette er den almindeligste pigmentforandring hos fugle, men ofte bliver disse fugle fejlagtigt kaldt albinistiske eller partielt albinistiske. Den leucistiske fugl har dog øjne, der fungerer normalt. Leucisme kan også forekomme partielt, hvilket betyder, at en fugl bare kan have enkelte hvide fjer.[6]

- Melanisme er en forhøjet koncentration af melanin, enten af eumelanin (som er almindeligst), hvor fuglen er sort, eller af feomelanin, hvor fuglen er rødbrun.[6]

- En særlig farveafvigelse, der skyldes en mutation i generne, kan medføre, at sorte fjer i stedet bliver mørkebrune. Genfejlen betyder, at eumelaninet ikke gør fjerene sorte som normalt, men mørkebrune. Desuden bliver fjer med dette eumelanin mere følsomme over for sollys, så de bleges meget mere og derfor til sidst bliver grå eller beigefarvede. Denne mutation er kønsrelateret. En 'brun' fugl, hvis forældre begge har normal fjerdragt, er altid en hun, og det er i øvrigt sjældent med 'brune' hanner. Blandt alle fuglearter er dette den eneste farvemutation, der er kønsrelateret. Hos edderfugle er fænomenet så tilpas udbredt, dog uden på nogen måde at være almindeligt, at disse hunner på svensk har fået tilnavnet ökenejder, hvilket på dansk omtrent kan oversættes til ørkenfarvet edderfugl.[6]

## Trivia
En fjer dyppet i blæk kan bruges til håndskrivning.